# Mesodon clausus ssp. trossulus
Mesodon clausus ssp. trossulus је подврста класе Gastropoda која припада реду Stylommatophora. 

## Угроженост
Подаци о распрострањености ове врсте су недовољни.

## Распрострањење
Сједињене Америчке Државе су једино познато природно станиште врсте.

## Станиште
Врста Mesodon clausus ssp. trossulus има станиште на копну.